# (20509) 1999 RL26
A (20509) 1999 RL26 a Naprendszer kisbolygóövében található aszteroida. A LINEAR projekt keretében fedezték fel 1999. szeptember 7-én.